# 羅南·帕克
羅南·帕克（Ronan Parke，1998年8月8日—）是英國的一位歌手。他是ITV選秀節目英國達人的亞軍得主，並且在此之後和索尼音樂簽約。2011年10月24日，他發行了自己的首張專輯。